# ایرچان
ایرچان ( ترکی آذربایجانی: İrçan) یک منطقهٔ مسکونی در جمهوری آرتساخ است که در استان شوشی واقع شده‌است.